# Rizatriptan
Il  rizatriptan è un agonista del recettore della 5-idrossitriptammina (detta anche serotonina), ed è un principio attivo di indicazione specifica contro le sindromi cefaliche.

## Indicazioni
Viene utilizzato come terapia contro attacchi in forma acuta dovuti alle emicranie.

## Controindicazioni
Sconsigliato in caso di malattia cardiaca pregressa. Da considerare che, a causa della sonnolenza che il farmaco comporti, la sua somministrazione potrebbe interferire con la guida.

## Dosaggi
- 10 mg iniziali, se il dolore ritorna somministrare altra dose dopo 2 ore (dose massima 20 mg in 24 ore)

## Effetti indesiderati
Fra gli effetti collaterali più frequenti si riscontrano astenia, vertigini, sonnolenza, nausea, palpitazioni, diarrea, dispepsia, dispnea, insonnia, atassia, mialgia, orticaria, vomito.